# Bathyplax
Bathyplax is een geslacht van kreeftachtigen uit de klasse van de Malacostraca (hogere kreeftachtigen).

## Soort
- Bathyplax typhla A. Milne-Edwards, 1880